# Terremoto de Papúa Nueva Guinea de 2022
El terremoto de Papúa Nueva Guinea de 2022 fue un terremoto de magnitud de momento 7,6–7,7 que sacudió Papúa Nueva Guinea, en la parte norte de la provincia de Morobe, el domingo 11 de septiembre de 2022 a las 09:46 hora local. El terremoto de fallamiento normal ocurrió con una profundidad de hipocentro de 116,0 km por debajo de la Cordillera de Finisterre. Se estimó una intensidad de Mercalli modificada máxima percibida de VIII. El temblor se sintió ampliamente en todo el país e incluso en la vecina Indonesia. Al menos 21 personas murieron y 42 resultaron heridas, en su mayoría debido a deslizamientos de tierra.

## Información  tectónica
El terremoto ocurrió en una región tectónicamente compleja donde la placa australiana se mueve hacia el estenoreste en relación con la placa del Pacífico. Se mueve a una velocidad de unos 100 mm (4 pulgadas) por año. Los terremotos en esta región generalmente se asocian con la convergencia a gran escala de estas dos placas principales y con las interacciones complejas de varias microplacas asociadas, más notablemente la placa South Bismarck , la microplaca del mar de Salomón y la placa Woodlark.
El terremoto se produjo en las profundidades de la sierra de Finisterre, una gran cadena montañosa que consiste principalmente en volcaniclásticos y estratos volcánicos que se levantaron hace 3,7 millones de años. La cordillera es propensa a deslizamientos de tierra causados por lluvias y terremotos. En 1993, una serie de terremotos altamente destructivos azotó la cordillera.
Papúa Nueva Guinea es una de las áreas con mayor actividad sísmica del mundo. Se estima que más de 100 terremotos de magnitud cinco o más ocurren cada año en el país. La vulnerabilidad sísmica de Papúa Nueva Guinea se reconoció en 1982 tras la elaboración de mapas de amenazas . Sin embargo, estos mapas a menudo subestimaban el verdadero nivel de peligro. Los códigos de construcción vigentes en el país se basaron en información obsoleta. La mayoría de los edificios están construidos con mampostería y no son resistentes a los terremotos.

## Terremoto
El terremoto midió 7,6 en la escala de magnitud de momento de fase W (M ww) a una profundidad de 90,0 km (56 millas) por el Servicio Geológico de los Estados Unidos (USGS). Mientras tanto, GEOSCOPE lo midió en un momento de magnitud 7,7 (M w) a una profundidad de 39 km (24 mi) mientras que el Centro Sismológico Europeo-Mediterráneo lo midió en 7,6 M w  con una profundidad de 80 km (50 mi).  Fue el resultado de un fallamiento normal a una profundidad intermedia a lo largo de un plano de rumbo oesnoroeste-estesureste y un plano poco profundo de buzamiento norte-noreste o un plano de rumbo este y empinado buzamiento sur.
El USGS dijo que los eventos de fallas normales de este tamaño suelen tener un tamaño de aproximadamente 75 km (47 mi) × 30 km (19 mi) (largo × ancho). Considerado un terremoto de profundidad intermedia, estos eventos representan deformación dentro de losas subducidas en lugar de en la interfaz de placa poco profunda entre placas tectónicas subducidas y superpuestas. Por lo general, causan menos daño en la superficie del suelo sobre sus focos que los terremotos de foco superficial de magnitud similar, pero los terremotos grandes de profundidad intermedia pueden sentirse a grandes distancias de sus epicentros. Los terremotos de foco profundo , aquellos con profundidades focales superiores a 300 km, también ocurren debajo de Papúa Nueva Guinea y el mar de Bismarck al noreste.

## Daños y víctimas
Se informó que un total de diez personas murieron y al menos 24 resultaron heridas,  El primer ministro James Marape declaró que se desconocía el alcance de la destrucción y las víctimas, y que varias regiones se vieron afectadas. Según Kessy Sawang, un político local, hubo graves y un potencial para más víctimas en los asentamientos alrededor de la cordillera de Finisterre ya lo largo de la costa. Agregó que muchas personas y casas habían sido sepultadas por deslizamientos de tierra. Un funcionario en Port Moresby, la capital de la nación, dijo que el daño probablemente fue significativo para un terremoto de este tamaño. Se reportaron tres muertes en Wau, un pueblo minero de oro. El director de desastres de la provincia de Morobe, Charley Masange, informó de heridos por estructuras colapsadas y escombros. Las instalaciones médicas, las casas, las carreteras y las principales autopistas resultaron dañadas. Una persona murió en el distrito costero de Rai debido a un deslizamiento de tierra. En Kabwum , tres personas murieron y muchas resultaron heridas. Los edificios se derrumbaron en el distrito y algunos sobrevivientes fueron transportados por aire. Los funcionarios dijeron que los mineros fueron enterrados por un deslizamiento de tierra en la provincia de Lae. Cuatro personas murieron en el distrito de Nawae, incluido un hombre que murió durante un desprendimiento de rocas. Una niña de 16 años murió por un desprendimiento de rocas en la aldea de Roku.
Un reconocimiento aéreo de la provincia de Morobe realizado por Mission Aviation Fellowship reveló deslizamientos de tierra, pero los daños fueron limitados. La mayoría de las casas en los pueblos montañosos permanecieron intactas.  Los habitantes del pueblo reportaron "sacudidas muy fuertes".
Los daños consistieron en carreteras agrietadas, edificios y automóviles dañados y artículos que caían de los estantes de los supermercados. Se informó de tuberías rotas y escombros que caían en Kainantu, una ciudad de 10.000 habitantes. Allí, el temblor duró más de un minuto. La región montañosa donde hay pueblos dispersos y decenas de miles de habitantes, también puede haber sido afectada. En el universidad de Goroka, un edificio de dormitorios de siete pisos sufrió grandes grietas y los toldos de las ventanas cayeron.  Diez estudiantes de la universidad resultaron heridos y más de 150 fueron desplazados. El temblor se sintió en todo el país. También se sintió en las ciudades de Merauke, Jayapura y Wamena en la provincia de Papúa en Indonesia.
La central hidroeléctrica de Ramu en Kainantu resultó dañada, lo que provocó un corte de energía total en las provincias de Madang y Morobe. Las instalaciones de suministro de energía en toda la región, incluso en Lae y Madang, también resultaron dañadas. La red de cable submarino Kumul que une Port Moresby y Madang, así como el cable Pipe Pacific que une Port Moresby y Sídney se interrumpieron. Se reportaron múltiples daños en los cables, provocando la interrupción de los servicios de Internet. La interrupción del cable afectó las regiones de las Tierras Altas, las islas y Momase de Nueva Guinea. La autopista Highlands resultó dañada, particularmente en Markham y Ramu. El reconocimiento aéreo de la sierra de Finisterre encontró deslizamientos de tierra activos. También se sospecharon deslizamientos de tierra en el distrito costero de Rai, cerca del epicentro del terremoto. Al menos 15 casas en una aldea del gobierno en Madang resultaron dañadas o se derrumbaron. Muchos habitantes de otras partes de la provincia se quedaron sin hogar. En la propia ciudad de Madang, 389 casas fueron destruidas y 10 personas resultaron heridas.